# Голландська операція (1940)
Голландська операція (Німецьке вторгнення в Нідерланди (нід. Duitse aanval op Nederland), інакше відоме як Битва за Нідерланди (нід. Slag om Nederland)) — стратегічна наступальна операція збройних сил Німеччини проти голландських військ в ході Другої світової війни в період з 10 по 14 травня 1940 року.
У повній відповідності до планів групи армій «А» і «В» почали наступ. Спочатку головні зусилля німців робилися в Голландії.
Велика роль у вторгненні відводилася 22-й парашутно-десантній дивізії під командуванням генерал-лейтенанта Г. фон Шпонека. Парашутні і планерних десанти, викинуті біля міст Роттердам, Гаага, Мурдейк і Дордрехт, паралізували внутрішні райони Голландії. Найпотужніший форт Ебен-Емаель, що мав 60 гармат і 1200 чоловік гарнізону, був захоплений німецьким парашутним десантом в 495 чоловік. Потужним бомбардуванням піддалися всі ключові оборонні точки. Вже 11 травня оборона голландців на каналі Альберта була зламана.
До 13 травня основні німецькі сили, переправившись через мости, утримувані парашутистами, почали штурм так званої «Голландської фортеці». Німці підійшли до Антверпена й Роттердама. 14 травня німецька авіація піддала потужному бомбардуванню Роттердам, більша частина міста внаслідок цього авіаудару була повністю зруйнована. Після бомбардування Роттердама головнокомандувач нідерландської армії генерал Вінкельман ухвалив рішення про капітуляцію. 
15 травня нідерландська армія склала зброю. Королева Вільгельміна з урядом перебралася у Велику Британію та керувала звідти нідерландськими колоніями.